# Muy Muy
Muy Muy è un comune del Nicaragua facente parte del dipartimento di Matagalpa.